# San Pedro del Saltito
San Pedro del Saltito är en ort i Mexiko.   Den ligger i kommunen Villa de Ramos och delstaten San Luis Potosí, i den centrala delen av landet, 500 km nordväst om huvudstaden Mexico City. San Pedro del Saltito ligger 2 134 meter över havet och antalet invånare är 154.
Terrängen runt San Pedro del Saltito är en högslätt, och sluttar brant österut. Runt San Pedro del Saltito är det glesbefolkat, med 13 invånare per kvadratkilometer. Närmaste större samhälle är Yoliátl, 10,7 km öster om San Pedro del Saltito. Omgivningarna runt San Pedro del Saltito är i huvudsak ett öppet busklandskap.